# Château de Bojnice
Le château de Bojnice (slovaque: Bojnický zámok, hongrois : Bajmóc vára ou Bajmóci várkastély, allemand Weinitz) est un château médiéval situé au nord de la ville thermale de Bojnice, dans la vallée de la rivière Nitra, district de Prievidza (en slovaque : okres Prievidza), dans l'ancien comitat de Nyitra en Haute-Hongrie devenu la Slovaquie.
Situé au sommet d'une colline, le corps du bâtiment a conservé ses bases romanes mais doit son style romantique à la famille Pálffy qui en a été propriétaire sans interruption depuis la Renaissance (1643) jusqu'à la fondation de la République tchécoslovaque (1918).
Au moyen Âge, il faisait partie d'une ligne de défense qui compta plus de 30 châteaux frontaliers hongrois, contrôlé depuis Bratislava sous l'Empire Austro-Hongrois.

## Histoire
En 1926, le prévôt K. A. Medvecky découvre dans des abris sous roche un atelier préhistorique de chasseurs de mammouths et de rennes. Outre de nombreux instruments de formes primitives, en quartz et autres pierres du pays, J. F. Babor, J. Eisner, St-Jansak et P. Defontaines y ont mis au jour des outils de jaspe et de silex, bien façonnés, remontant au plus tôt au solutréen ancien.
La première mention écrite de la place-forte remonte à l'acte de Zobor datant de 1113 et conservé à l'abbaye bénédictine, fondée au début du XIe siècle installée sur un site du mont éponyme,,.
Elle aurait été édifiée au XIIe siècle sous le règne de Coloman, roi de Hongrie, au temps des invasions mongoles de l'Europe par un chevalier, le seigneur Kázmér 1er (Cazimír) (1236–1262) appartenant au clan Hont-Pázmány de la noblesse hongroise. La fortification se composait à l'origine d'une tour ronde et d'une enceinte de bois protégeant une agglomération faite d'habitations, d'échoppes et de granges.
Après la mort de Kázmér (Cazimír), le château revint son suzerain, le roi Ladislas V de Hongrie (né Ladislas Ier de Bohême) mais en 1302 à Máté III Csák de Trenčín (Matthieu III Csák) noble hongrois gouverneur de fait de la Slovaquie s'en empare. C'est sous son règne que la place-forte devient une forteresse de pierres taillées.
Après la mort de ce dernier, le château revient en 1321 à Károly I. (hongrois Róbert Károly, 1288-1342), roi hongrois de la maison d'Anjou, et devint successivement la propriété de la famille Gileth, du duc Ladislas d’Opole (en polonais Władysław opolski, vers 1225-1281 ou 1282), des seigneurs de Jelšava (Hongrois Jolsva Allemand Eltsch).
À partir de 1430, Bojnice passa à Lénárd Noffri et à ses trois frères. Cette famille Noffryov fera agrandir le château et construire des remparts à temps pour dissuader le raid de deux mois des turcs et contre lesquels s'illustra le voïvode de Valachie, Vlad Dracul, chevalier de l’ordre du Dragon, qui comptait dans ses rangs la fine fleur de l’aristocratie hongroise.
Or, après l'extinction de la famille Noffryov, le château échut à Mathias Corvin Hunyadi Ier dit le Juste (hongrois Hunyadi Mátyás, Igazságos, 1443-1490), fut élu roi en 1458 et resté célèbre pour son habileté et son humanisme: Il y séjournait volontiers et y promulgua beaucoup de décrets sous un tilleul, désormais appelé "tilleul du roi Matthias", de 28 mètres de haut et 12 mètres de diamètre.
En 1489, il en fit cadeau à son fils illégitime mais dont il souhaitait faire son successeur, Jánoš Korvín Hunyadi (Jean Corvin Hunyadi, 1473-1504). Malheureusement, János Corvin fut contraint de céder ses terres et le château de Bojnice à la famille Zápolya, qui le conserva jusqu'à 1528.
Après la mort de Louis II Jagellon roi de Hongrie à la bataille de Mohács (1526), son beau-frère Ferdinand Ier de Habsbourg, archiduc d'Autriche est élu à la fois roi de Hongrie par la diète de Prešporok (Pozsony ou Pressburg, actuelle Bratislava) et comme roi de Bohême par celle de Prague.
Ferdinand Ier fit don de Bojnice à la famille Thurzó, la plus riche au nord du royaume de Hongrie. À l'époque Ferenc Thurzó (1512-1576), évêque de Nitra (1534-57) puis főispán d'Árva, devant faire face lui aussi aux invasions turques, l'agrandit et le fortifia à partir de 1530, mais commencera à lui donner son style Renaissance actuel.
En 1605, la famille Thurzó perd le château du fait du soulèvement mené par István Bocskai, mais le reprend dès 1607. À défaut de modernisations militaires, le château perd de sa valeur militaire. En 1637, avec l'extinction de la famille Thurzó, Bojnice revient au souverain, qui en fait don à la famille Pálffy d'Erdőd.
Pendant la guerre d'indépendance contre les Habsbourg menée par Ferenc II Rákóczi de 1703 à 1711, les Turcs assiègent le Bojnice, qui tombe entre leurs mains le 8 juillet 1704. Les Pálffy le reprendront en 1708.
L'excellente conservation de la base médiévale du château est l'œuvre de la famille Pálffy d'Erdőd qui en fut propriétaire sans interruption de 1643 jusqu'à la fondation de la République tchécoslovaque (1918). Le dernier de ses représentants, le comte János Ferenc Pálffy (1829-1908), grand admirateur des châteaux de la Loire, lui donna son aspect romantique actuel par des ajouts architecturaux conçus par l'architecte de Budapest József Hubert à partir de 1888 mais terminés en 1910, soit deux ans après sa mort. Par ailleurs, féru d'histoire et d'arts, il était l'un des plus grands collectionneurs d'antiquités, de tapisseries, de dessins, de peintures et de sculptures de son temps. Avec lui, le château compta plus de 80 pièces, 365 fenêtres et plus de 6 000 œuvres d'art. Dans son testament, János Ferenc Pálffy souhaitait que ses héritiers ouvrent le château de Bojnice au public mais ce projet ne se réalisera que quarante-deux ans après.
En effet, ses héritiers se querellèrent En 1923, un accord amiable fut conclu entre les héritiers et la République de Tchécoslovaquie, qui précisait quelles collections revenaient à l'État et quelles œuvres pouvaient être vendues aux enchères. Les ventes aux enchères eurent lieu de 1924 à 1926. Enfin, le 25 février 1939, le château, la station thermale et le parc environnants à l'entrepreneur tchèque Jan Antonin Bata (en).
Après la Seconde Guerre mondiale, en 1945, le château fut confisqué dans le cadre des décrets Beneš et devint la propriété de l'État tchécoslovaque. Le 9 mai 1950, le château fut endommagé par un incendie. L'État en entreprit la reconstruction, décidant de le transformer en musée.
Dans les années 1950, on découvrit sous le château une grotte ornée de stalactites, peuplée de chauves-souris, renfermant deux lacs, qui sont inclus dans la visite depuis 1967.

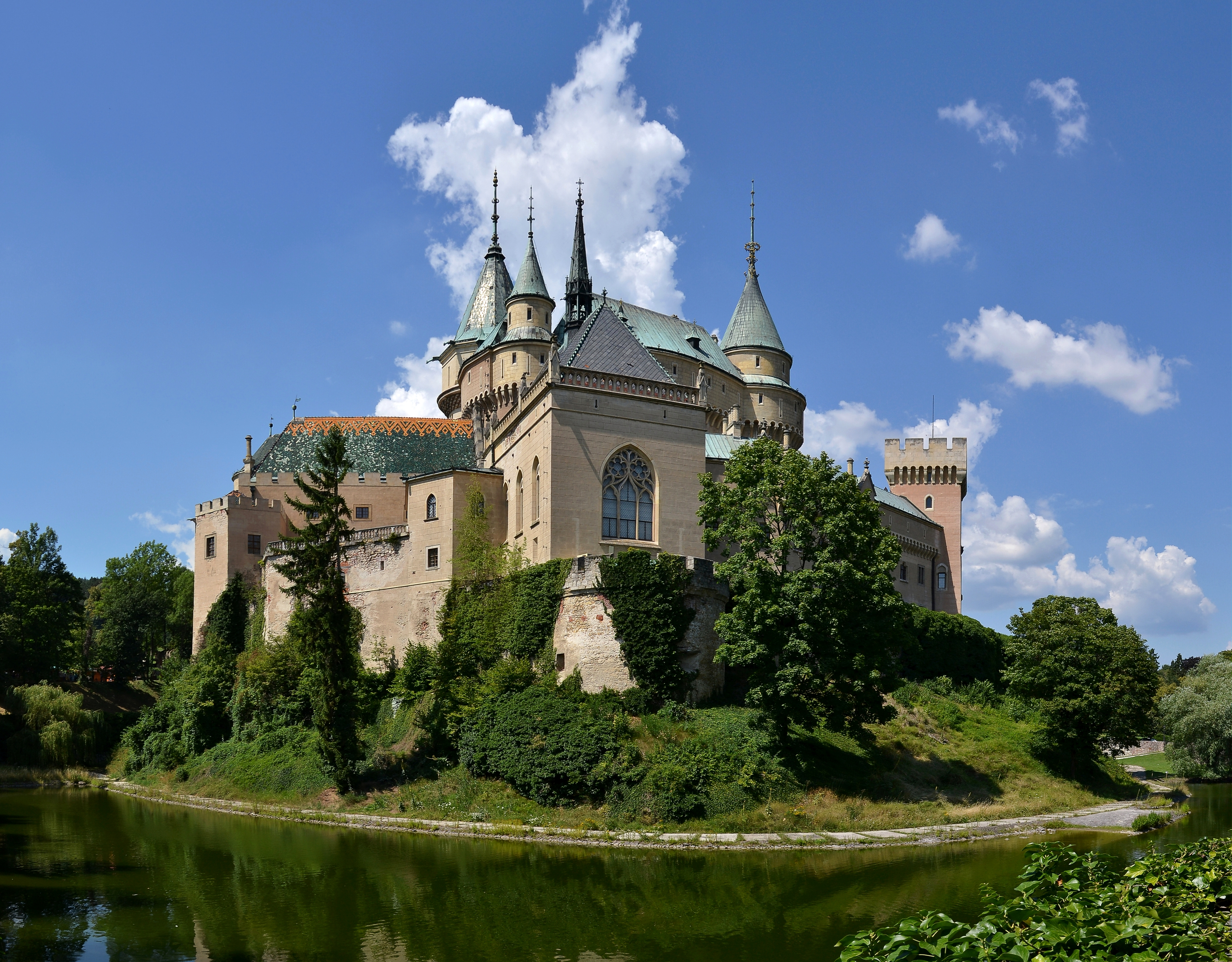
Le château depuis les douves.
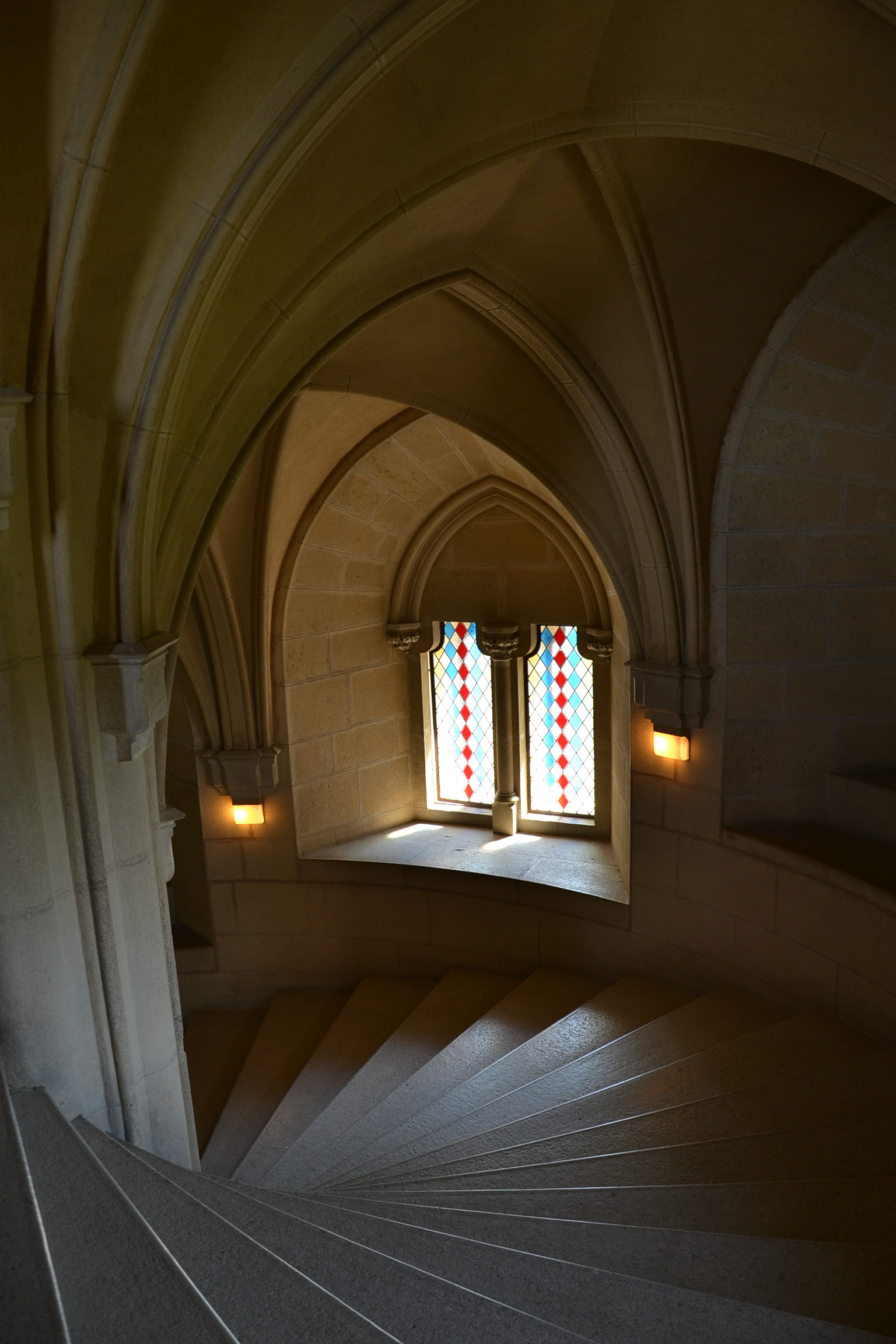
Un escalier en spirale à l'intérieur.
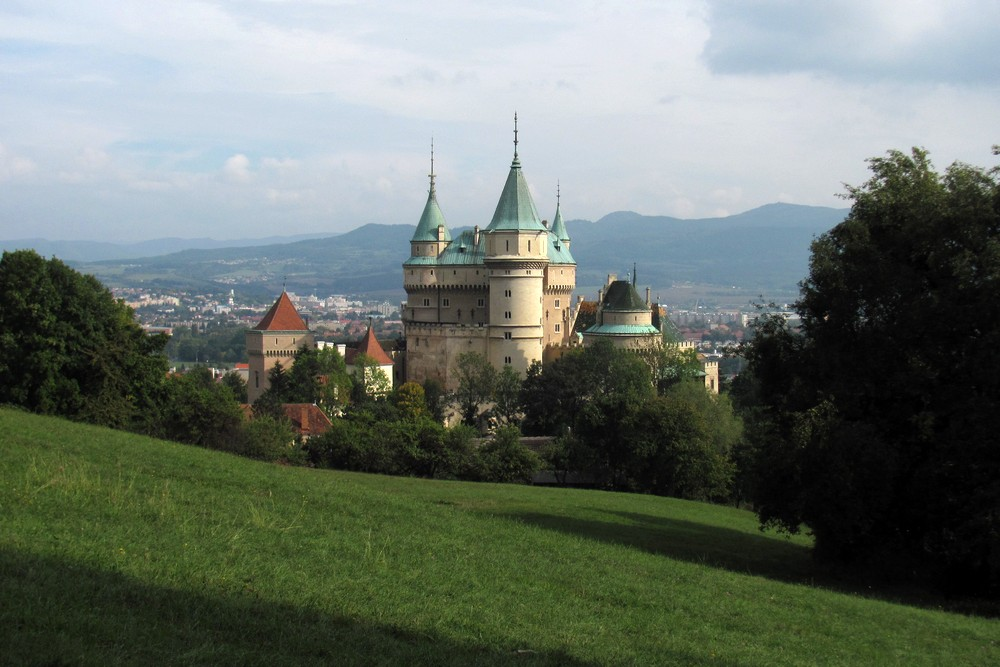
Vue générale de château.

## Structure
Le château de Bojnice est divisé horizontalement en trois anneaux de bâtiment et verticalement en trois niveaux, avec une différence de 20 m entre les cours. De la cour la plus basse, un large escalier mène à la seconde.
Sur le bord extérieur de construction se trouvent les éléments économiques, les bâtiments administratifs et logement de l'ancien gardien du château. Dans la seconde zone se trouvent la chapelle, les quartiers d'habitation et les chambres d'hôtes du propriétaire du château.
Le complexe à plusieurs étages, les plus grands édifices ont 60 et 71 mètres de haut.

### Premier niveau
Galerie
Elle contient les portraits de propriétaires précédant la rénovation du château.
La salle Nádasdy
Seconde moitié du XIXe siècle, était couverte d'un intéressant motif figuratif. La commode de style Renaissance italienne qui se trouve ici est le plus ancien meuble de la collection. Sur les murs, à côté du portrait de Ferenc Nádasdy, on peut voir András Zaya, deux cavaliers en uniforme, probablement membres de la dynastie des Habsbourg.
Salle de la tour avec icones
Nardo di Cione est connu comme le peintre de l'autel de Bojnice. Les œuvres les plus importantes ont été incluses dans la collection du comte János Pálffy. Les ailes de l'autel ont été peintes à la détrempe sur une planche de bois dans les années 1950, représentant les saints suivants :
Rangée du haut de gauche à droite : saint Jean-le-Prophète Jérémie, Marie avec Jésus, saint Jean-Baptiste, le prophète Ranier.
Rangée du bas de gauche à droite : Prophète St. Augustine. Marie-Madeleine, l'apôtre saint Paul le prophète. Entre Catherine et Marie le Christ et saint Jean l'Apôtre, sainte Lucie. Saint Pierre et sainte Marguerite. Ermite de Saint-Antoine.
Nardo di Cione est la figure principale et la plus significative de la peinture florentine de la seconde moitié du XIVe siècle après la peste. L'autel de Bojnice est la seule œuvre restée intacte. Avec son frère Andrey, à la fin du 14e siècle, ils étaient déjà les plus grands peintres toscans.
Conservatoire
La chaleur locale était fournie par un poêle en faïence Haban du XVIIe siècle. Ils pouvaient jouer aux cartes, aux échecs ou à la roulette parmi les écrans de bois lambrissés derrière de simples bancs en porte-à-faux. Le cabinet baroque richement sculpté est venu de Gdańsk, Pologne en 1700. Le bouclier de la corniche porte les armoiries de la ville. Le tableau représente Marie-Antoinette, avec son mari au XVIe siècle. Avec Louis et son frère en arrière-plan, il montre Maximilian von Habsburg. Le peintre du tableau de la noblesse du XVIIIe siècle est le peintre viennois Johan Mikhail Millitz, qui a également vécu dans la Haute-Nitra.
Galerie
Le plafond et le revêtement mural de la pièce sont en noyer sculpté avec des inserts incrustés. De grands vitraux Renaissance avec les dates de leur fabrication AD (anno domini) 1548 et 1575 ont été achetés par le comte Pálffy à Paris en 1902. Mobilier de galerie intérieure ainsi que grande cheminée, classique et néo-renaissance. Les photos montrent les membres de la famille Pálffy qui possédaient autrefois le domaine de Bojnice. Le dernier propriétaire, le palatin hongrois János Pálffy, ouvre la ligne. Celui du milieu, Pál Pálffy, montre un général palatin et impérial hongrois. Le portrait de droite est celui de sa femme, la comtesse Franziska Belasy Khuen. La porte de la salle à manger est l'œuvre de Wenceslas Brózik de 1644. À gauche, le portrait d'Emánuel Andrássy, qui était le beau-frère de János Pálffy. Peindre au-dessus d'une cheminée est un groupe de nobles qui rendent grâce à Dieu après la victoire sur les Turcs. Au-dessus de la porte se trouve une image offerte par l'impératrice austro-hongroise Marie-Thérèse. Elle montre son mari François de Lorraine et ses quatre fils.
Petite pièce avec lavabo
Le verre du portail a été fabriqué par des usines de verre slovaques et tchèques, le mur est décoré de motifs et des inscriptions «LP» et «Debucourta IS Helman».
Salle à manger
Nepravidlne l'a conçu. La cheminée a été placée dans la cabine en treillis réalisée par le maître viennois Heim. L'insert en chêne représente une scène de bataille avec une riche décoration. L'image principale est du début du 17e siècle. Peint par Abraham Jansens. Il affiche le culte des sages de l'Orient. D'autres images sont des natures mortes de maîtres baroques d'Europe centrale. Le mobilier ici date de la seconde moitié du XIXe siècle. Des produits de Chine et de l'usine allemande de porcelaine Rosenthal sont exposés, ainsi qu'un service à dessert en argent de Vienne.
Salle orientale
L'étude du dernier propriétaire est János Pálffy. Obložennie dolaf fait du stuc doré. La rangée supérieure de pièces de monnaie sont des lignes de texte arabe glorifiant Allah du Coran. Les doublures de porte étaient à l'origine utilisées pour ranger oreillers et couvertures. L'équipement provient du prince serbe Milan Obrenovics et a été acheté par János Pálffy à Vienne en 1902. Le plafond est appelé plafond mauresque. Il a été commandé par le comte Pálffy à Colli en 1906. Un relief en terre cuite Renaissance au-dessus de la cheminée a été réalisé au début du XVIe siècle. Madonna avec son enfant, qui est l'œuvre d'un maître toscan. À noter les vases du Salon Oriental, (émaux bleus de l'époque Ming) avec des tables indiennes richement sculptées et des cloisons japonaises.
Salon de musique avec mobilier du XVIe siècle
Le rembourrage des canapés et des chaises représente des scènes idylliques. Le piano de 1884 et l'œuvre du maître viennois Bělehrádek. L'image au-dessus de la table est le bosquet sacré, peint par Herman Corotti. Le maître était déjà familier avec la représentation en perspective. Si on se rapproche lentement du premier plan de l'image, cela mène toujours à l'escalier du tableau. Le thème des autres œuvres est la mythologie ancienne. Exposé des objets chinois français et viennois. Horloge murale du maître viennois du 18e siècle. Richement parsemé de raisins et de sculpture de serpent. La statue de Vénus est une copie des œuvres en marbre de Carrare d'Antonio Canova.
Hall doré
Il tire son nom de la sculpture du bois de chaux recouvert d'or pur par le comte Pálffy en 1907 de Gebrüder Colli sur le modèle de la lance et du plafond angélique de l'Académie di Belle Arti de Venise (Académie des Beaux-Arts). Le décompte ne valait plus le détour. Le pendentif au centre est un portrait de Francesca Desilvestro, avec un ruban date de naissance et de décès (1829-1908). Omnia cum tempore («Tout en son temps!»). Deux grandes peintures figuratives entre les fenêtres ont été réalisées par Václav Brózik à la fin du XIXe siècle. Œuvres du XVIIe siècle sur le mur opposé. Le thème «Le sultan turc au contrôle de Venise» est l'œuvre du peintre tyrolien Stephen Kessler. Photo de Nausika et Ulysse - flamand Jacob Jordaens. Il dépeint le moment mythologique grec ancien où la fille du roi Ulysse, rentrant chez elle de la guerre de Troie, est retrouvée Nausicaa après le naufrage d'Ulysse. L'image suivante est une image d'Agatha Carl Francesca Nuvolone. Le meuble le plus ancien du Golden Hall est la table Rococo, décorée d'éléments floraux en laiton et de motifs de notes de musique. Les autres meubles datent du 19e siècle. Des bougeoirs et une pendule ont été fabriqués à Paris au début du siècle. Le cadran de l'horloge est en porcelaine de Meissen. Le chœur de la chapelle du château se produisait dans la salle dorée. La galerie de sculptures est faite de pierre artificielle et de marbre rouge. Sa conception suit le plan d'étage de la loggia du palais Renaissance de Bellunoi Dei Rettori. Réalisé par le sculpteur Andreas de Colline. Depuis la galerie, on peut jeter un œil à la chapelle du château.
Chapelle
Au 17e siècle, la comtesse Franciska Pálffy-Khuen et la comtesse l'ont formé à partir de la salle de canon du bastion. Les fresques au plafond et le stuc ont survécu à cette période. Le stuc principal de la chapelle affiche une salutation angélique, qui a probablement été faite pour la consécration de la chapelle. Ceci est soutenu par la reconstruction de la chapelle de la fin du XIXe siècle, qui a libéré le fond peint de la couche peinte. En plus des scènes de la vie de Saint-Jean-Baptiste, les saints: Saint-Nicolas, Saint-Paul, à droite Saint-Ladislas et Stephen, ci-dessous est l'histoire de Sainte-Élisabeth de Thuringe. Le retable représente le sujet de la boîte Pandra, portant l'empreinte de la main d'Orcagna. Autel réalisé par Colli Innsbruck, copies d'autres tableaux peints dessus. Il a acquis son aspect actuel lors d'une reconstruction néo-gothique, sur le modèle des chapelles de la Saint-Chapelle à Paris et du château gothique d'Amboise.
Escalier central du château
Il n'est pas fait de matériaux, mais le château a été sculpté dans le tas de tuf calcaire sur lequel le château lui-même a été construit. Le portail et les grandes portes en bronze ont été réalisés par Colli en 1902, selon les plans du comte Pálffy. L'autre escalier, qui mène à la quatrième cour, mène à une profondeur de 26 mètres. Les marches sont des éléments fabriqués et assemblés en 1895 par la société Martin et son fils à Bratislava. Cette société a installé d'autres objets métalliques dans le château, tels que des lampes de cour, des balustrades décoratives et un paratonnerre.

### Deuxième niveau
Grande Salle
Construite au milieu du noyau gothique original, elle a été reconstruite au siècle dernier. Un grand hall avec des baies vitrées mène à l'escalier en colimaçon de la tour, qui mène aux quartiers résidentiels. Le comte Pálffy voulait que les intérieurs forment une unité architecturale avec tout l'extérieur. C'est pourquoi la décoration des parties centrales habitables du château est gothique. L'intérieur reflète le goût du comte Pálffy. Dans quel raumkunst, c'est-à-dire l'intérieur artistique, est le principe déterminant. Dans de nombreux cas, le décompte développe lui-même des schémas détaillés. L'Innsbruck Gebrüder Colli, mandaté pour réaliser les travaux intérieurs, a réalisé le plafond, les boiseries, les fenêtres, les portes, les peintures murales et les meubles dans l'esprit gothique tyrolien. Les boiseries utilisées au premier étage sont en pin rouge et le sol est en chêne.
Salon bleu
Le premier étage est l'ouverture. Les boiseries, les balustrades, les escaliers avec les statues des chiens, le plafond à caissons et le mur peint en bleu avec les armoiries des rois et nobles hongrois sont originaux. Le roi Matthias, Thurzo et Pálffy, qui possédaient autrefois le château et le domaine.
Lavage de voitures
Avec lavabo en marbre mentionné dans l'inventaire d'origine.
Grande salle
Il forme une unité avec la chambre et le salon. La demeure aristocratique évoque la période gothique. Le mobilier est à sa place d'origine. La façon dont Colli et Pálffy l'ont meublé. Le coffre conserve la forme du château de Bajmok après la dernière rénovation. Intéressant est le grand lustre au-dessus de la table, qui est également inclus dans l'inventaire d'origine.
Cuisine
Le grand buffet allemand a de l'étain et de la vaisselle. Il a livré la nourriture par ascenseur manuel après avoir traité et préparé des ingrédients locaux. Márton Pozsonyi et son fils ont fait un treillis en bronze pour la porte qui bloquait le chemin de la pièce à l'étage.
Salle de marbre
Il tire son nom de son sol en marbre jaune et noir. Motif en mosaïque avec des éléments en forme de poisson. Au milieu de la zone avec un monogramme "P". Sur le médaillon central, dans les niches de fenêtres et de portes avec inscriptions latines: CUOR FORTE ROMPE CATTIVA SORTE, VIRTUS IN ACTIONE, OMNIA CUM TEMPORE, HUC REFER PRINCIPIUM ET FINEM, FAMAM ERTENDERE FACTIS dans l'esprit de la fresque de la Renaissance italienne du XVIIe siècle œuvres de peintres vénitiens. À II. la partie centrale du château a été construite au niveau inférieur, légèrement décalé du niveau inférieur.
Salle de réception
Boiseries originales, peintures romantiques et plafonds à caissons. Le mobilier de la chambre a été fabriqué dans la seconde moitié du XIXe siècle, mais les chaises Renaissance et baroques sont plus anciennes. Sur la console dépassant du mur se trouve une statue originale d'Antonio Carova en marbre de Carrare, sur le modèle de «A Poor Boy».
Dressing avec mobilier néo-gothique
En rénovation[Quand ?].
Grande salle
Similaire au premier étage, mais ici la chambre et le salon sont séparés par une cloison richement sculptée. Il est orné de motifs cursifs ajourés et de sculptures sur pied. Au fond, des reliefs d'animaux. Le mobilier dans son état d'origine, le plafond, les revêtements muraux et les peintures murales sont tous en harmonie les uns avec les autres, néo-gothique.
Salon de chasse avec trophées
Il porte le nom de ses peintures murales représentant des scènes de chasse. La porcelaine française, l'étain allemand et la faïence sont exposés. L'évier dans le coin est l'un des nombreux dans le château, semblable à l'endroit où l'eau de la tour a atteint le réservoir par gravité.
Dernière salle du premier étage
Au milieu du plafond se trouve le blason Pálffy - avec un cerf perché au-dessus du fragment de roue bien connu. Autour de lui se trouvent les armoiries d'autres familles nobles liées à la famille Pálffy. Les revêtements muraux, les armoiries peintes et les meubles sont de la Renaissance. La chaise néo-gothique, resp. la table est toujours ce que le comte Pálffy a commandé à Colli à la fin du XIXe siècle.

### Troisième niveau
Salle des Chevaliers et Loggia
Dans la partie centrale du niveau, le porche dépassant des consoles est comme ce que le comte Pálffy a vu à Pierrefonds et Carcassonne, France.
Salle d'Armes
Elle abrite des armes de poing et des armes à feu, ainsi que des armures des XVIe et XVIIIe siècles. Une lampe à huile dans le hall. Sur les côtés les lettres «alpha» et «oméga» de l'alphabet grec sont les symboles du début et de la fin.
Cabinet d'études de la tour de guet
L'exposition présente divers meubles du XIXe siècle, horloges, verre, porcelaine, sculptures en pierre, peintures dans le style du classicisme, empire, romance, Biedermeier, en partie médiévale, en partie de la seconde moitié du XIXe siècle. Il offre une vue magnifique sur Bojnice et ses environs. En bas des escaliers, on arrive à la Salle Hunyady.
Salle Hunyady
La plus grande salle du château de Bojnice a été construite aux XVIe et XVIIe siècles avec une porte baroque. Les inscriptions latines du portail ont été écrites par le comte János Pálffy, qui est un chronogramme, c'est-à-dire en ajoutant la valeur des lettres représentant les chiffres romains à 1899, on obtient l'année de début de la rénovation. Le texte nomme le reconstructeur János Pálffy.: VLTIMVS EX Pálffy Joan LINEA DE NATVS RESTITVIT CVS RVPE ARCI Sita.
Salle des tapisseries
Espace similaire mais plus petit. Le bâtiment de la fin du XIXe siècle abrite la collection du comte János Pálffy, composée principalement de meubles et de peintures. Sur le mur avant se trouvait une tapisserie géante tissée à Bruxelles au début du XVIIe siècle.
Salle des colonnes
Un escalier en marbre mène à cette salle néo-gothique. Ses imposantes et inhabituellement grandes statues en marbre de Carrare façonnent le roi assyrien Sardanapala et le roi juif Saul. Il a été créé par le sculpteur anglais Thomas Wald à Rome (Sardanapala est une continuation nette de l'égoïsme, avant sa mort, il massacre ses sujets uniquement pour le servir dans l'au-delà.)

### Sous-sol
Crypte
Par la deuxième cour, on descend au tombeau de Pálffyak. L'évêque Tamás Pálffy de Nitra, célèbre pour son discours sur les quatre Esterházys tombés dans la bataille de Vezekényi, est enterré dans la crypte. Le comte János Pálffy le respecta tellement qu'il apporta ici ses restes terrestres de Bazin. Et le comte est enterré dans un sarcophage élevé dans la crypte du milieu. Le sarcophage a été fait de marbre rouge par un tailleur de pierre de Transylvanie.
Grotte
Dernière découverte datant des années 1950, la grotte de calcaire du château de Bojnice, d'un diamètre de 22 mètres et d'une hauteur intérieure de 6 m se trouve à 26 mètres de profondeur. Elle est habitée par des chauves-souris et est composée de deux chambres avec des lacs probablement reliés à d'autres formations souterraines. Elle est ouverte au public depuis 1967.

## Parc du château
Le château de Bojnice est entouré par un immense parc avec de nombreuses espèces d'arbres, parmi lesquels le "tilleul du roi Matthias", âgé d'environ 700 ans, l'un des plus anciens arbres de Slovaquie.
Le parc abrite le zoo de Bojnice, le plus ancien et l'un des zoos les plus visités de Slovaquie et dans son prolongement se trouve le parc naturel dans les montagnes de Strážov.

## Légende
La légende veut qu'un fantôme hante le château.
Une châtelaine, soupçonnée d'adultère, aurait été soumise à une ordalie, ou « jugement de Dieu » par son époux, un des six fils de Casimir, tous réputés pour leur cruauté: Il lui enjoignit de sauter de la tour du château pour prouver son innocence, auquel cas Dieu ferait certainement en sorte qu'elle restât en vie, mais lui réserverait tout aussi certainement la mort au cas où elle serait coupable. La châtelaine sauta dans l'abîme avec leur nourrisson dans ses bras. Mais au lieu de tomber, elle s'éleva dans les airs vers le paradis comme un ange. Immédiatement après, les juges et le seigneur du château entendirent quelque chose tomber dans le fossé. Ils trouvèrent l'enfant, la tête brisée et les vêtements en lambeaux.
Depuis lors, beaucoup de gens prétendent entendre ou voir dans le château de Bojnice, près de la tour, le fantôme de la mère en pleurs, les nuits sans lune.

## Tourisme
En 2006, le château a attiré environ 200 000 visiteurs. En effet, il est attractif pour les sorties familiales, les randonnées et le tourisme.
Le château est réputé pour ses attractions, notamment un Festival international du Fantastique, des contes de fées, fantômes et esprits, Par ailleurs, il a servi de décor authentique à plusieurs films, tels que la série italienne Fantaghirò.